# Хісі/PB-37
Хісі (Hishi, яп. 菱), пізніше Сторожовий корабель №37 (第三十七号哨戒艇) — ескадрений міноносець Імперського флоту Японії, перетворений на завершальній стадії служби у сторожовий корабель.
Корабель, який спорудили у 1922 році на верфі Uraga Dock, належав до есмінців типу «Момі».
У 1940 році застарілий есмінець був переобладнаний на сторожовий корабель типу 31 та 1 квітня 1941-го отримав найменування Сторожовий корабель № 37 (PB-37). У межах цього проєкту демонтували один з котлів, торпедні апарати та кормову гармату, натомість додали установку 25-мм зенітних автоматів і запас глибинних бомб. Для збереження остійності корабель отримав додатковий баласт, що збільшило водотоннажність. Наслідком всіх цих модифікацій стало зменшення швидкості до 18 вузлів. Можливо також відзначити, що з усіх есмінців типу «Момі» на момент вступу Японії у Другу світову війну лише 3 із 21 зберігали первісний статус, тоді як інші були списані або перекласифіковані.
Згодом корабель пройшов ще одне переобладнання, під час якого замість форштевня облаштували рампу, що надало змогу брати на борт дві десантні баржі Дайхацу, та підготували простір для розміщення роти бійців. При цьому додали другий 25-мм зенітний автомат.
Станом на початок грудня 1941-го PB-37 перебував на Палау (важлива база на заході Каролінських островів). 16 грудня він вийшов звідси у складі охорони загону транспортів, що в ніч проти 20 грудня здійснив висадку в Давао (південне узбережжя острова Мінданао). 
22 грудня 1941-го PB-37 вийшов з Давао для ескорту загону транспортів, що в перші години 25 грудня здійснили висадку в Голо (центральна частина архіпелагу Сулу). 1 – 3 січня 1942-го сторожовий корабель супроводив транспорти назад до Давао.
Наприкінці останньої декади січня 1942-го PB-37 рушив з Давао у складі охорони десантного загону, що в ніч на 11 січня здійснив висадку в Таракані (центр нафтовидобутку на східному узбережжі Борнео). В наступні кілька діб кораблю довелось кілька раз відкривати вогонь по ворожим літакам, що атакували японські сили в Таракані.
21 січня 1942-го PB-37 рушив на південь у складі сил, що мали захопити Балікпапан (ще один центр нафтовидобутку на сході Борнео). Висадка відбулась в ніч на 24 січня і на цей раз десантний загін атакували кораблі союзників – як есмінці, так і підводні човни, яким вдалось потопити кілька транспортів. В нічному бою PB-37 випустив два десятки снарядів із своєї єдиної гармати головного калібру, а сам був послідовно уражений двома торпедами з есмінця USS Parrott (також є версія, що успіх досягнув нідерландський підводний човен K-XVIII). PB-37 втратив хід, але не затонув. 25 січня PB-37 узяв на буксир інший сторожовий корабель PB-38, а надвечір це завдання певний час виконував есмінець «Юдачі». Щоб полегшити стан корабля з нього у кілька заходів зняли глибинні бомби та снаряди головного калібру. Вдень 28 січня за проведення на буксирі знову узявся PB-38 і наступної доби PB-37  поставили на якір неподалік від Балікпапану, де в наступні кілька діб корабель періодично відкривав вогонь по ворожим літакам.
Наприкінці лютого 1942-го PB-37 інспектували фахівці з ремонтного судна «Ямабіко-Мару», які в середині березня також провели певні ремонтні роботи. Втім, у підсумку відновлення пошкодженого корабля булу визнане недоцільним і 10 квітня його виключили зі складу флоту. В середині квітня PB-37 відбуксирували до внутрішньої гавані Балкпапану, де в подальшому з нього демонтували обладнання і наприкінці квітня покинули.